# Janusz Rudnicki
Janusz Rudnicki (ur. 13 listopada 1956 w Kędzierzynie-Koźlu) – polski pisarz i eseista.

## Życiorys
Był działaczem NSZZ „Solidarność”, internowano go po wprowadzeniu stanu wojennego. Emigrował do Niemiec Zachodnich w 1983. Debiutował opowiadaniem w berlińskim Archipelagu. Studiował slawistykę i germanistykę na uniwersytecie hamburskim. Stały współpracownik miesięcznika  Twórczość, w którym publikuje cykl Listy z Hamburga. Nominowany do Nagrody Literackiej Nike 2008 za Chodźcie, idziemy. Finalista Nagrody Literackiej Nike 2010 oraz nominowany do Nagrody Literackiej Gdynia 2010 za Śmierć czeskiego psa.

## Twórczość

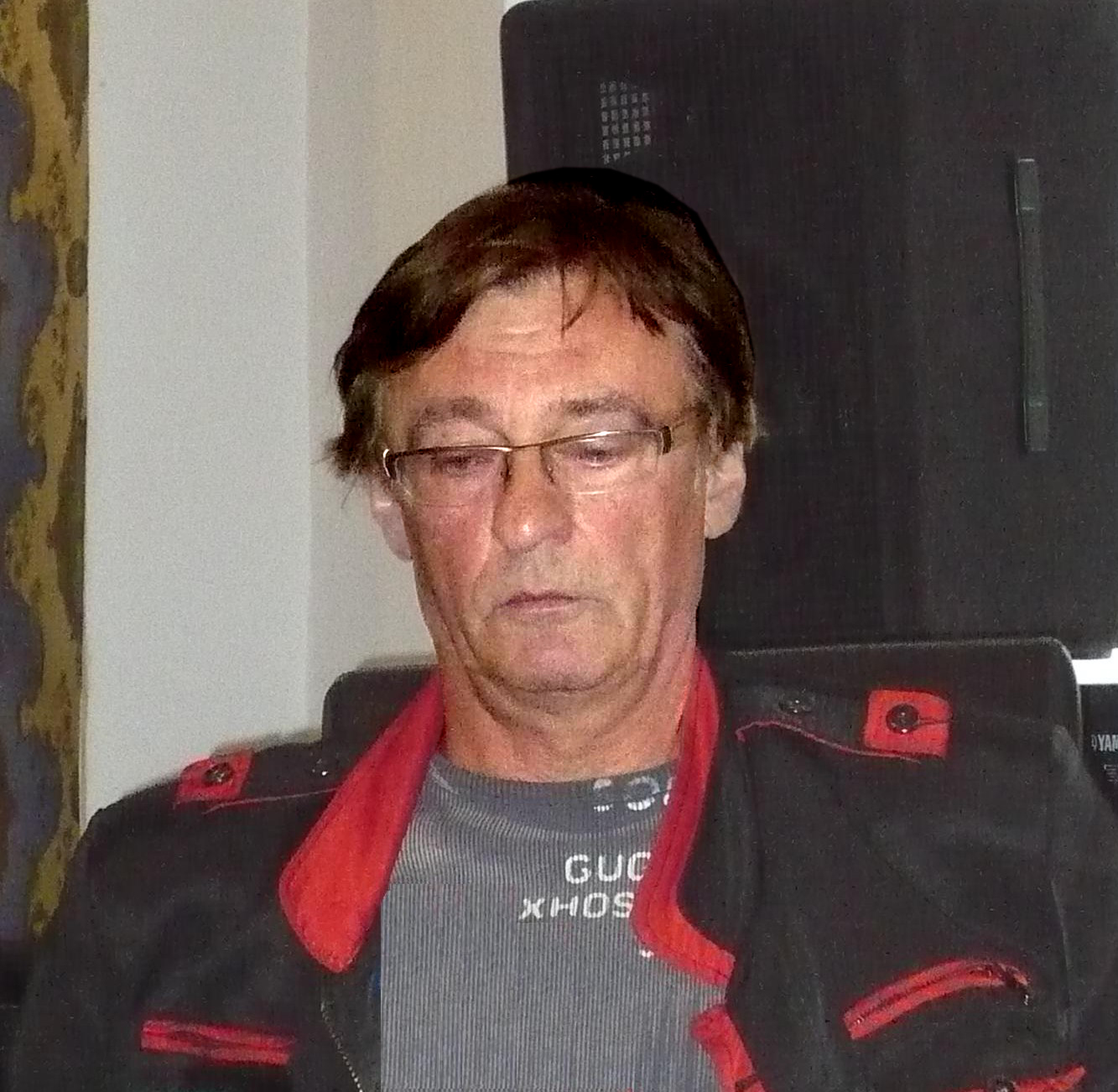
Janusz Rudnicki podczas I Festiwalu Góry Literatury, 2015

- Można żyć, Wydawnictwo Dolnośląskie, Wrocław 1993
- Cholerny świat, Wydawnictwo Dolnośląskie, Wrocław 1996
- Tam i z powrotem po tęczy, PIW, Warszawa 1997
- Męka kartoflana, Wydawnictwo Dolnośląskie, Wrocław 2000, wyd. II W.A.B. 2011
- Der Grenzgänger, Tibor Schäfer Verlag, Herne 2002
- Mój Wehrmacht, W.A.B., Warszawa 2004
- Chodźcie idziemy, W.A.B., Warszawa 2007
- Śmierć czeskiego psa, W.A.B., Warszawa 2009
- Trzy razy tak!, W.A.B., Warszawa 2013
- Życiorysta, W.A.B., Warszawa 2014
- Życiorysta dwa, W.A.B., Warszawa 2017
- Życiorysta 3, Iskry, Warszawa 2018
- Człowiek na rondzie, Biuro Literackie, Kołobrzeg 2023 ISBN 978-83-67706-09-4